# John S. Kloppenborg
John Seargeant Kloppenborg (* 17. Juni 1951) ist ein kanadischer Religionswissenschaftler und Hochschullehrer, der zudem als Autor zahlreiche Bücher und theologische Artikel verfasst hat. Sein Schwerpunkt sind die neutestamentlichen Studien. Kloppenborg ist Vorsitzender der Abteilung und des Zentrums für Religionswissenschaft an der Universität von Toronto und Teilnehmer der Context Group.

## Leben und Wirken
Zu John S. Kloppenborgs Arbeiten gehört die Erforschung der Ursprünge und Quellen frühchristlicher Schriften, einschließlich der Logienquelle Q, das als eine der ersten schriftlichen Sammlungen der Lehren Jesu gilt. Kloppenborg hat auch über die verschiedenen Versionen der proto-biblischen Texte und die Bedeutung und Verwendung der spezifischen Gleichnisse Jesu geschrieben und unterrichtet.
Kloppenborg erhielt seinen Master im Jahre 1977 und seinen Ph.D. im Jahre 1984 in Toronto (Ontario) von der University of St. Michael’s College (einem konstituierenden College der University of Toronto). Von 1977 bis 1979 war er Lecturer am Departement of Religious Studies der University of Toronto, hiernach in gleicher Rolle als Lecturer von 1983 bis 1984 an der Faculty of Theology der University of St. Michael’s College. Hiernach folgte, an verschiedenen Hochschulen, die Tätigkeit als Associate Professor, so von 1988 bis 2001 an der Faculty of Theology de University of St. Michael’s College, später am Departement of Religious Studies, der University of Windsor.
Er lehrte und forschte in Toronto, Windsor, Großbritannien, Helsinki, Jerusalem, Cambridge, Calgary und den USA in Claremont, Kalifornien.
Kloppenborg ist einer der Generalredakteure des Internationalem Q-Projekts (IQP, engl. International Q Project).
Kloppenborg nimmt Teil an dem zunehmenden, wissenschaftlichen Interesse zu Forschungen über die Logienquelle Q. In der europäischen Forschung wird die Quelle Q vor allem von prophetisch-apokalyptischen Voraussetzungen her gedeutet, so durch Rudolf Steck, Paul Hoffmann, Migaku Sato in der nordamerikanischen Forschung hingegen wird der weisheitliche Charakter betont, James M. Robinson und Kloppenborg oder postuliert sogar eine Nähe zum Kynismus, etwa Burton L. Mack, Leif E. Vaage.
2019 war Kloppenborg Präsident der Studiorum Novi Testamenti Societas.

## Werke (Auswahl)
- The Sayings Gospel Q in Greek and English with Parallels from the Gospels of Mark and Thomas, Contributions to Biblical Exegesis & Theology vol. 30 with James M. Robinson and Paul Hoffmann
- Documenta Q herausgegeben von James M. Robinson, John S. Kloppenborg, and Paul Hoffmann, mit Beiträgen aus dem International Q Project
- The Tenants in the Vineyard: Ideology, Economics, and Agrarian Conflict in Jewish Palestine (2006)
- Apocalypticism, Antisemitism and the Historical Jesus: Subtexts in Criticism Journal for the Study of the New Testament, Supplement Series, vol. 275 mit John W. Marshall (2005)
- Excavating Q: The History and Setting of the Sayings Gospel Fortress Press, Minneapolis 2000
- The Critical Edition of Q with James M. Robinson and Paul Hoffmann (Hermeneia; Minneapolis: Fortress; Leuven: Peeters, 2000)
- Voluntary Associations in the Graeco-Roman World mit Stephen Wilson (1996)
- Conflict and Invention Trinity Press International, Valley Forge, Pa.  1995
- The Shape of Q: Signal Essays on the Sayings Gospel Fortress Press, Minneapolis 1994
- Scriptures and Cultural Conversations: Essays for Heinz Guenther at Sixty-five, S. 211 (1992)
- Early Christianity, Q and Jesus herausgegeben mit Leif E. Vaage, S. 265 (1991)
- Q-Thomas Reader (1988) mit Michael G. Steinhauser, Stephen Patterson und Marvin W. Meyer
- Q Parallels: Synopsis, Critical Notes & Concordance (1988)
- The Formation of Q: Trajectories in Ancient Wisdom Collections  Minneapolis 1987